# Вірність (фільм, 1996)
«Ві́рність» (англ. «Faithful») — американський комедійний художній фільм 1996 року, знятий режисером Полом Мазурскі, з Шер і Чеззом Палмінтері у головних ролях.

## Сюжет
Пригнічена через зраду чоловіка домогосподарка думає про самогубство, тоді як її невірний чоловік сам наймає кілера, щоб той прикінчив її. Проте найманий убивця вирішує, що цю жінку він краще забере собі.

## У ролях
- Шер — Меггі
- Чезз Палмінтері — Тоні, кілер
- Раян О'Ніл — Джек, чоловік
- Пол Мазурскі — психіатр
- Ембер Сміт — Деббі|коханка
- Еліза Леонетті — епізод
- Стівен Спінелла — епізод
- Стівен Рандаццо — епізод
- Олінда Туртурро — епізод
- Еллісон Дженні — епізод
- Кріс О'Нілл — епізод
- Майкл Малхерен — епізод
- Джеррі Волш — епізод
- Джина Ранадо — епізод
- Омар Скроггінс — епізод
- Пол Ронан — епізод
- Джордж Герард — епізод

## Знімальна група
- Режисер — Пол Мазурскі
- Сценарист — Чезз Палмінтері
- Оператори — Фред Мерфі, Конрад Л. Холл
- Композитор — Філліп Джонстон
- Продюсери — Нен Л. Бернштейн, Генрі Бронштейн, Ден Лорія, Джейн Розентал, Роберт де Ніро, Джеффрі Тейлор

## Цікаві факти
- Нагадує радянський фільм «Хочу вашого чоловіка»: річниця 20-річчя, зрада, основна дія в одній квартирі, 3 головних героя, навіть ціна операції майже однакова.